# Копаново (Калужская область)
Копаново — деревня в Козельском районе Калужской области. Входит в состав Сельского поселения «Село Нижние Прыски».
Копаново расположено на правом берегу реки Серёна, примерно в 6 км к северу от села Нижние Прыски.

## Население
На 2010 год население составляло 14 человек.